# Álvaro Ruiz Hernández
Álvaro Ruiz Hernández (Barranquilla, 23 de agosto de 1933-Barranquilla, 11 de agosto de 2016) fue un periodista, locutor y libretista radial colombiano, nacido en la ciudad de Barranquilla, ubicada en la costa norte del país a orillas del mar Caribe y del río Magdalena. Fue pionero de los dramatizados radiales en Colombia, donde se destacó por ser el creador de innovadores programas como La ley contra el hampa, Casta de valientes, Código de terror, entre otros. También fue el principal libretista de la mayoría de los capítulos de la serie Kaliman, emitidos en toda la geografía Colombiana. Además de su faceta de libretista, Álvaro Ruiz Hernández tuvo una exitosa carrera como locutor de distinguidas emisoras locales y nacionales, donde fue la voz principal durante varias décadas en exitosos programas culturales y de música tropical, siendo reconocido como una autoridad en materia musical.
Álvaro Ruiz Hernández se retiró del fascinante mundo de los libretos y la radio. Eventualmente fue invitado a programas radiales de música de antaño para contar detalles que solo él conocía sobre los diferentes artistas latinos que enriquecieron el universo musical con su talento sin igual.

## Biografía
Nació en la ciudad de Barranquilla el 23 de agosto de 1933, para ese entonces su familia, compuesta por su padre, Ovidio Ruiz, su madre María Hernández, y sus hermanos Rafael, Carmen y Julio, residían en el tradicional Barrio San Roque de Barranquilla. Tuvo cuatro hijos: Álvaro Ruiz Campillo, Ketty Estela Ruiz Campillo, Diana Ruiz Campillo y Rafael Guillermo Ruiz Merlano, y sus nietos son Álvaro Ruiz Reyes, Miguel Ruiz, Mario Ruiz, Álvaro Ruiz Olea, Ricardo Pardo Ruiz, Jesus Santana Ruiz, Maria Santana Ruiz, Ruben Ibarra Ruiz, Carolina Santana Ruiz, Rafael Esteban Ruiz Jaraba y David Ricardo Ruiz Jaraba. En el año 1957 se inicia como locutor profesional en Emisoras Unidas, luego en 1960, y después de varios años de carrera bancaría, decide dar el salto definitivo hacia el mundo de la radio, viajando a la ciudad de Cali para trabajar en Radio Pacífico de RCN. A tan sólo nueve días de arribar a la capital del Valle del Cauca, es trasladado a la Emisora Nueva Granada, matriz de RCN, regresando así a su amada Barranquilla a Emisoras Unidas donde lo colocó su amigo Marcos Pérez. De allí en adelante pasa a Radio Reloj, Voz de Barranquilla, Radio Vigía y casi todas las emisoras en plan de todo: desde director artístico hasta libretista pasando por locutor de cabina, de noticias, de comerciales, en deportes, de eventos especiales, etc.
Estudió Arte Dramático en la Academia del argentino Fernando Arango. Emisoras Riomar lo contrató como libretista, director y actor del elenco de Todelar de la Costa con el que adquirió gran fama con sus obras: Código del Terror, La Ley Contra el Hampa, Los Indomables, Casta de Valientes, Historia de una Canción, Riomarilandia, Vaudevil Riomar, Retablos de Navidad y su trabajo en la serie Kaliman.
Durante cuatro años ganó distinciones nacionales (Antena de Oro) e internacionales: mención de honor por Casta de Valientes, Barcelona- España (Ondas de la radiodifusión mundial), Premio Actores de Costa Rica “ACOS”, por el Código del Terror, declarado el programa más original de la radio centroamericana (1975).Permaneció 5 años en plan de copywriter publicitario ganando en ese lapso un premio India Catalina.
Escribió los libros Personajes y Episodios de la Música Popular, la Salsa en Colombia, y de Discos Fuentes: una empresa, una historia y para la Cámara de Comercio de Barranquilla: Historia de los foros del carnaval al lado de Estercita Forero, Rafael Campo Miranda y Francisco Zumaqué. Su más reciente libro tiene como título Al aire: Época de oro de la radio en Barranquilla. Lanzado el 7 de abril de 2014, en el 201 aniversario de la ciudad de Barranquilla, por la editorial La Iguana Ciega.

## Dramatizados Radiales

### Código del Terror

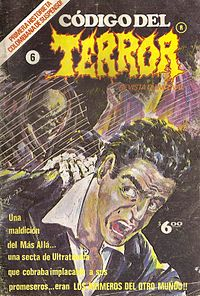
Cómic de Código del Terror N°6 Los Animeros del otro mundo

Programa radial de suspenso y terror, donde se representaban historias de ultratumba con personajes siniestros como vampiros, fantasmas, animas, entre otros, los cuales interactuaban y atormentaban a los desdichados protagonistas. Debido al éxito de la radionovela, en 1976 Distribuidora Meridiano, publica a manera de historieta o cómic, los capítulos más populares de la versión radial, con entregas quincenales de una fabulosa edición gráfica.
Dentro de los capítulos más populares se encuentran:
- La Momia Totenka
- Un extraño invitado
- La muerte llega a la cita
- Su novio... el vampiro?

### Kalimán
Kalimán es un superhéroe que nació para el mundo radial, pero unos años después debido al enorme éxito en este formato, se da su gran salto al fascinante universo de los cómics, donde alcanzó su mayor popularidad.
En 1965 el poderoso circuito radial Todelar, adquiere los primeros capítulos de la afamada serie comprandos a Victor Fox, convirtiéndose inmediatamente en un éxito rotundo en toda Colombia. Pero la empresa Mexicana Editorial Navarro, dueña de los derechos reservados de la obra, advierte que Fox no estaba autorizado para vender dichos libretos, por lo tanto no podían explotarse en la radio Colombiana.
Pero la fiebre por el superhéroe en toda la nación era tan grande, y los compromisos comerciales de Todelar tan poderosos, que la serie no podía suspenderese. Es ahí, cuando aparece Álvaro Ruiz Hernández y toma la batuta del proyecto, encargándose de crear nuevos libretos y aventuras para el gran Kalimán y su compañero inseparable Solín, incrementando la popularidad del programa.